# Cecrópio (tribuno)
Cecrópio (em latim: Cecropius) ou Cerônio (em latim: Ceronius) foi um oficial do século III, ativo no reinado dos imperadores Galiano (r. 253–268) e Cláudio II (r. 268–270).

## Vida

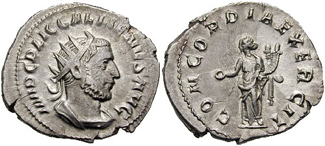
Antoniniano de Galiano r.

Segundo a História Augusta e Zósimo, era um duque da cavalaria dálmata e conspirou com Marciano e Heracliano para matar Galiano; talvez fosse tribuno em vez de duque. O assassínio ocorre no verão de 268, no cerco às tropas rebeldes de Auréolo em Mediolano. De acordo com a História Augusta, Marciano e Cecrópio enviaram mensagem a Galiano de que Auréolo estava perto. Ele cavalgou como se fosse batalhar e é morto, talvez pelas armas do próprio Cecrópio.